# 片礁
片礁是南沙群岛东部一珊瑚礁，位于仙宾礁以南，蓬勃暗沙以西。1983年中国地名委员会公布的标准名称为“片礁”。有些日本文资料称为“片濑”。